# Желязков, Добри

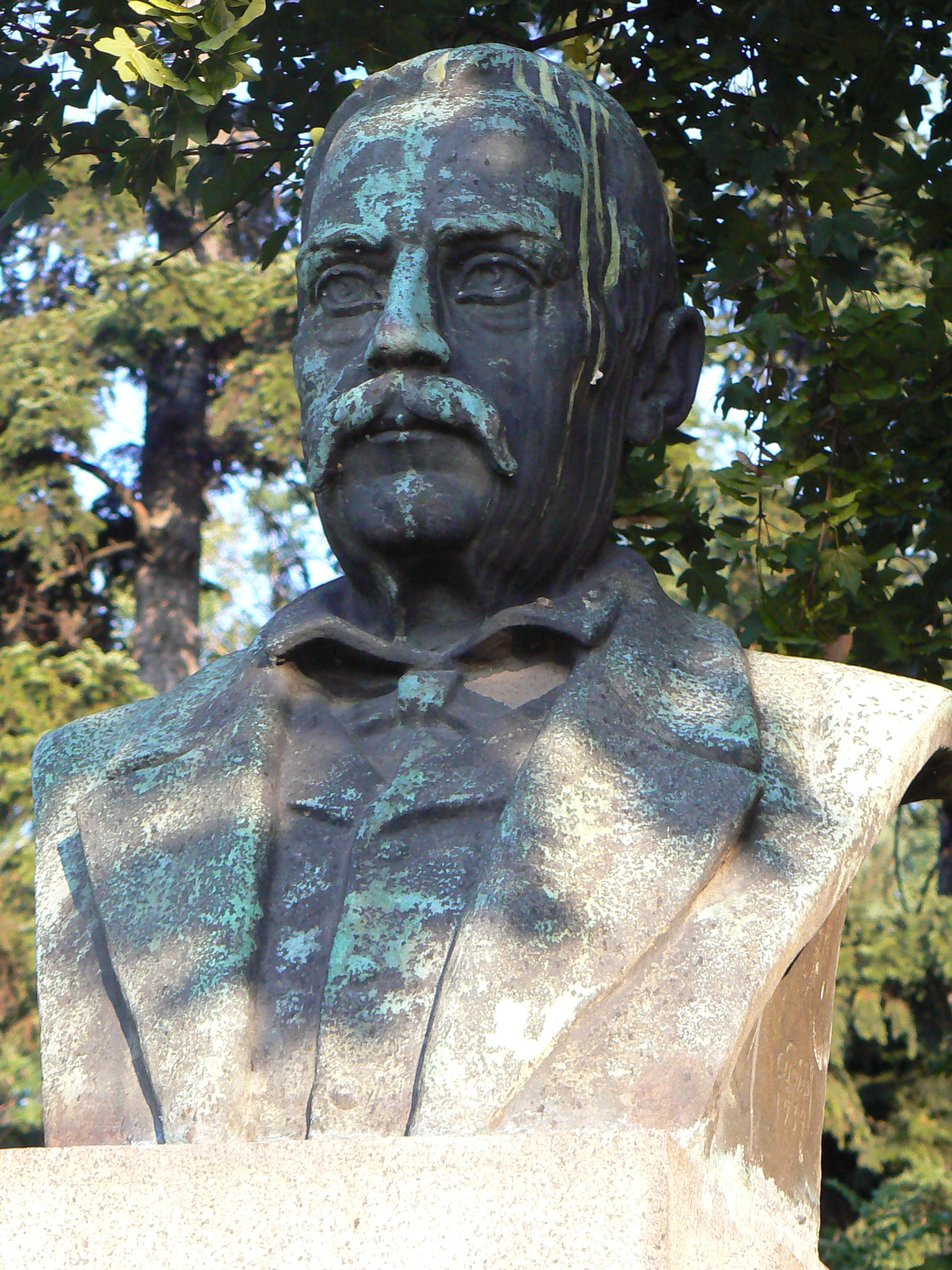
Памятник Добри Желязкову в парке Борисова градина, София

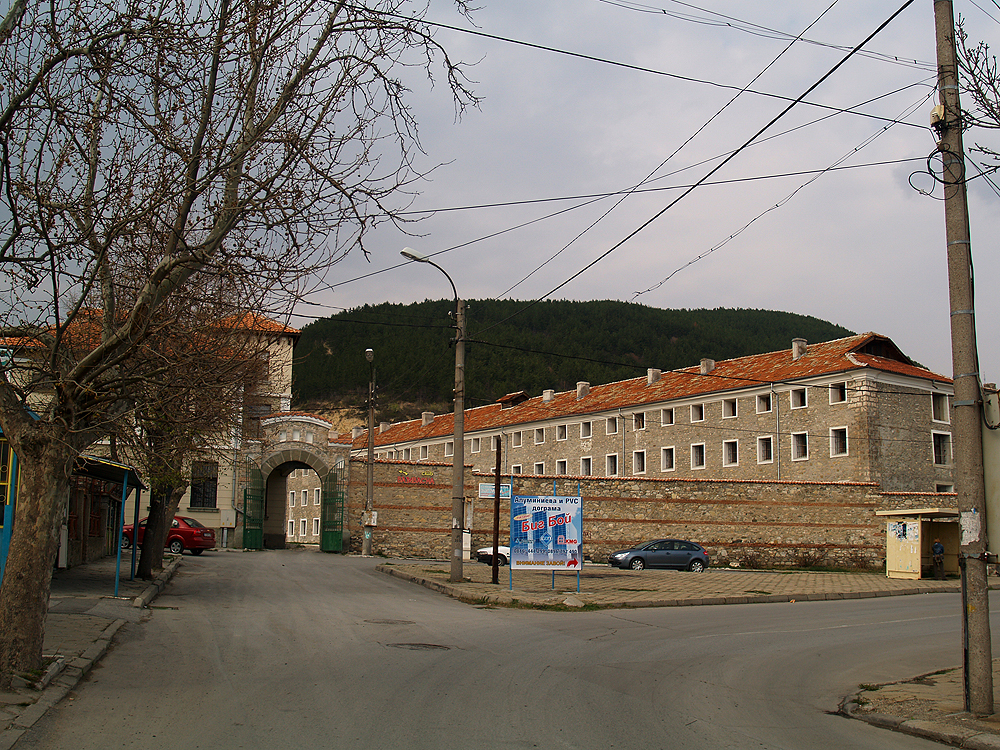
Завод промышленника в Сливене, построен в 1834 году

Добри Желязков Фетисов (болг. Добри Желязков Фетисов; 1800 ― 1865) ― первый болгарский фабрикант и промышленник, основатель первой текстильной фабрики в Болгарии и Османской империи.

## Биография
Родился в городе Сливен, эялет Силистра, Османская империя. Желязков учился в греческой школе. По её окончании он пытался освоить несколько ремесел, пока он не открыл в себе талант в шитье.
В 1820 году Желязков представил усовершенствованную шерстечесальную машину, чем вызвал на себя гнев конкурентов, которые пожаловались властям. Однако всё это не помешало Желязкову.
В 1826 году Желязков стал одним из основателей Тайного братства (Тайно братство) вместе с Иваном Селиминским. Организация, изначально имевшая общественный характер, вскоре перешла в политическое общество.
После начала Русско-турецкой войны 1828—1829 годов, Желязков принимает участие в организации восстания в районе Сливена. После подписания Адрианопольского договора в 1829 году, Желязков был вынужден в 1830 году бежать в Россию. Он поселился в Крыму, женился на эмигрантке Марийке Янакиевой и стал торговать шерстью и тканями, разъезжая по стране и наблюдая за развитием текстильного производства.
В 1834 году Желязков вернулся в Сливен со своей семьёй и поселился в доме своей жены. Здесь он построил маленькое производственное здание, где установил ткацкие станки и чесальные и прядильные машины, сконструированные местными кузнецами по эскизам, привезённым из России. Наёмные работники Желязкова (в том числе два немца из Моравии) начали выпускать сермяжную, фризовую и широкую ткань. Это в очередной раз вызвало недовольство его конкурентов, хотя вместе с тем он также получил множество поклонников среди местных жителей.
Находясь в поисках поддержки для своего предприятия, Желязков отправился в Стамбул и встретил султана Махмуда II, известного своими реформаторскими взглядами. Махмуд был поражён продукцией Желязкова и в 1835 году подписал контракт с ним, после чего формально была учреждена Сливенская текстильная фабрика. Указ султана дал Желязкову ряд прав, включая и право поставлять ткани для Османской армии и администрации. В то же время Османское правительство было обязано предоставить Желязкову станки и ещё одно здание. Желязков, в свою очередь, был должен осуществлять поставки шерсти, обустраивать фабрику, нанимать рабочих и оплачивать их труд и, наконец, продавать произведённую ткань по цене 22 грошей за аршин. Деятельность Желязкова рассматривается как историческое достижение, которое инициировало развитие местной промышленности в империи.
В 1842 году предприятие начало расширяться: было возведено ещё одно производственное здание. В 1845 году, однако, фабрика стала государственной собственностью, и в 1853 году конкуренты промышленника оклеветали его и организовали его устранение из управления фабрикой.
Желязков был отправлен в город Измит, что находится в Анатолии, где он должен был создать ещё одну фабрику. Затем он вернулся в Сливен в 1856 году и, несмотря на свои долгие усилия, предпринимаемые для восстановления права на фабрику, он умер больным и нищим в 1865 году.